# Saison 2000-2001 de l'ISL
Saison précédente Saison suivante
La saison 2000-01 est la cinquième saison de hockey sur glace disputée au Royaume-Uni sous le nom de Ice Hockey Superleague. Les Belfast Giants font leur entrée dans la ligue.

## Championnat
Chaque équipe joue six matchs de la saison régulière contre chacune des autres équipes, trois à domicile et trois en déplacement.  À l'issue de la saison, les huit meilleures équipes jouent les séries éliminatoires.
| Équipe              | PJ | V  | N | DP | D  | BP  | BC  | Pts |
| ------------------- | -- | -- | - | -- | -- | --- | --- | --- |
| Sheffield Steelers  | 48 | 30 | 5 | 4  | 9  | 162 | 115 | 104 |
| Cardiff Devils      | 48 | 24 | 5 | 3  | 16 | 167 | 130 | 85  |
| Bracknell Bees      | 48 | 19 | 6 | 6  | 17 | 173 | 161 | 75  |
| London Knights      | 48 | 18 | 7 | 6  | 17 | 143 | 130 | 74  |
| Ayr Scottish Eagles | 48 | 21 | 4 | 1  | 22 | 161 | 158 | 72  |
| Belfast Giants      | 48 | 17 | 6 | 9  | 16 | 158 | 159 | 72  |
| Manchester Storm    | 48 | 15 | 6 | 3  | 24 | 148 | 186 | 60  |
| Nottingham Panthers | 48 | 10 | 8 | 7  | 23 | 126 | 167 | 53  |
| Newcastle Jesters   | 48 | 12 | 3 | 11 | 22 | 126 | 158 | 53  |

Les Panthers terminent devant les Jesters à la suite des résultats dans les rencontres les opposant.

## Séries éliminatoires
Les séries éliminatoires sont constituées de deux poules créées selon le classement de la saison régulière. À l'issue de cette phase de poule, constituée de six rencontres, les deux meilleures équipes de chaque poule sont qualifiées pour les demi-finale du championnat.

### Phase de poule
Poule A
| Équipe              | PJ | V | N | DP | D | BP | BC | Pts |
| ------------------- | -- | - | - | -- | - | -- | -- | --- |
| London Knights      | 6  | 4 | 0 | 0  | 2 | 17 | 11 | 12  |
| Sheffield Steelers  | 6  | 4 | 0 | 0  | 2 | 16 | 18 | 12  |
| Belfast Giants      | 6  | 3 | 0 | 0  | 3 | 17 | 17 | 9   |
| Nottingham Panthers | 6  | 1 | 0 | 0  | 5 | 13 | 17 | 3   |

Poule B
| Équipe              | PJ | V | D | N | DP | BP | BC | Pts |
| ------------------- | -- | - | - | - | -- | -- | -- | --- |
| Bracknell Bees      | 6  | 3 | 1 | 0 | 2  | 20 | 17 | 11  |
| Ayr Scottish Eagles | 6  | 2 | 1 | 1 | 2  | 23 | 19 | 9   |
| Cardiff Devils      | 6  | 2 | 1 | 1 | 2  | 23 | 24 | 9   |
| Manchester Storm    | 6  | 1 | 1 | 2 | 2  | 20 | 26 | 7   |

### Tournoi final
Le tournoi final se joue sur un week-end, les 31 mars et 1er avril, dans le National Ice Centre à Nottingham.
Arbre de qualification
|  | Demi-finales        | Demi-finales       |                |   | Finale | Finale |
|  | Demi-finales        | Demi-finales       |                |   | Finale | Finale |
|  |                     |                    |                |   |        |        |
|  |                     |                    |                |   |        |        |
|  |                     |                    |                |   |        |        |
|  | London Knights      | 4                  |                |   |        |        |
|  | London Knights      | 4                  |                |   |        |        |
|  | Ayr Scottish Eagles | 1                  |                |   |        |        |
|  | Ayr Scottish Eagles | 1                  | London Knights | 1 |        |        |
|  |                     |                    | London Knights | 1 |        |        |
|  |                     | Sheffield Steelers | 2              |   |        |        |
|  | Bracknell Bees      | Sheffield Steelers | 2              | 2 |        |        |
|  | Bracknell Bees      |                    |                | 2 |        |        |
|  | Sheffield Steelers  | 4                  |                |   |        |        |
|  | Sheffield Steelers  | 4                  |                |   |        |        |

En demi-finale, le but de la qualification pour Londres est inscrit par Scott Young dans son propre but à quelques secondes de la fin du match. premier but opposant Steelers et Riverkings est inscrit par Shaun Johnson joueur de Newcastle alors qu'il reste deux minutes à jouer. Sheffield tente alors le tout pour le tout en sortant son gardien de but. Trois buts sont inscrits dans les trente dernières secondes dont deux buts dans les cages vides des Steelers. 
Sheffield remporte le trophée mais également cette saison-là les quatre trophées du Royaume-Uni.

## Récompenses et meneurs

### Trophées
Trophée mensuel
Chaque mois, tous les hommes du match reçoivent une montre par cadeau du sponsor et un homme du match est choisi. Il est désigné Sekonda Face to Watch — l'homme qu'il fallait surveiller au cours du mois qui vient de se jouer. À la fin de la saison, le joueur de l'année, le Sekonda Superleague Player of the Year, est sélectionné parmi les joueurs sélectionnés mensuellement. La sélection est réalisée par les journalistes.
Les vainqueurs des trophées mensuels pour la saison 2000-2001 sont présentés dans le tableau ci-dessous : 
- Octobre —  Trevor Robins
- Novembre — Tony Hand
- Décembre — Stevie Lyle
- Janvier — Shayne McCosh
- Février — David Longstaff
- Mars — Joe Cardarelli

Trophées annuels
- Entraîneur de l'année – Mike Blaisdell, Sheffield Steelers
- Joueur de l'année – David Longstaff, Sheffield Steelers
- Ice Hockey Annual Trophy pour le meilleur pointeur de la saison régulière – Tony Hand, Ayr Scottish Eagles
- Meilleur gardien de but britannique – Stevie Lyle, Cardiff Devils

### Équipes type
| Première équipe                     | Poste | Seconde équipe                   |
| ----------------------------------- | ----- | -------------------------------- |
| Trevor Robins, London Knights       | G     | Mike Torchia, Sheffield Steelers |
| Shayne McCosh, Sheffield Steelers   | D     | Neal Martin, London Knights      |
| Jim Paek, Nottingham Panthers       | D     | Adam Smith, Sheffield Steelers   |
| David Longstaff, Sheffield Steelers | A     | Greg Bullock, Manchester Storm   |
| P. C. Drouin, Nottingham Panthers   | A     | Steve Thornton, Cardiff Devils   |
| Tony Hand, Ayr Scottish Eagles      | A     | Kory Karlander, Belfast Giants   |

### Meilleurs joueurs
Les meilleurs joueurs au niveau des statistiques sont : 
- 60 points pour Greg Bullock (Manchester Storm)[4]
- 27 buts Greg Bullock (Manchester Storm)
- 37 aides pour Shayne McCosh (Sheffield Steelers) et Steve Thornton (Cardiff Devils)
- 260 minutes de pénalité pour Claude Jutras (London Knights)